# 이슬아 (1990년)
이슬아(1990년 8월 15일 ~ )은 대한민국의 배우이다.

## 학력
- 대구남산고등학교 (졸업)
- 성신여자대학교 통계학과 (졸업)

## 출연작

### 영화
- 2014년 《소녀괴담》 ... 시각장애녀 역
- 2015년 《엉덩인 거짓말 안 해》
- 2018년 《궁합》 ... 공주 2 역
- 2018년 《죄 많은 소녀》 ... 린치 패거리 역
- 2019년 《내편이 없어》 ... 준희/혜연 역
- 2022년 《경관의 피》 ... 모델녀 역
- 2023년 《소녀작가 입문기》 ... 새댁 역

### 드라마
- 2014년 MBC 주말특별기획 《황금 무지개》 ... 오 비서 역
- 2014년 MBC 수목 미니시리즈 《내 생애 봄날》
- 2015년 tvN 금요드라마 《초인시대》 ... 이슬아 역
- 2016년 MBC 아침 드라마 《좋은 사람》 ... 유나 역
- 2016년 네이버TV 웹드라마 《날라리 시리즈 - 날라리 세일즈맨》 ... 카페 여사장 역
- 2016년 웹드라마 《미안해》 ... 아가씨 역
- 2016년 드라마 《행복한 인질》 ... 민정 역
- 2018년 SBS 월화드라마 《여우각시별》 ... 최혜린 역

### 연극
- 2019년 《최고의 사랑》 ... 박정복, 이모, 엄마 역

### CF
- 메이폴
- 카스
- 2013년 참두 뉴트리빈
- 2016년 스프라이트 돌직구편
- 2016년 KT 내 이름은 캣티